# Malthodes kahleni
Malthodes kahleni là một loài bọ cánh cứng trong họ Cantharidae. Loài này được Wiltmer miêu tả khoa học năm 1982.